# Cmentarz katolicki „u Spuziaka” w Stanisławowie
Cmentarz katolicki „u Spuziaka” w Stanisławowie – katolicki cmentarz w Stanisławowie, założony w 1928 roku, w okresie II Rzeczypospolitej.

## Historia
Nazwa cmentarza pochodzi od polskiego wojskowego Konstantego Spuziaka (oficera armii austro-węgierskiej), który był właścicielem działki o powierzchni ok. 2,2 ha, na której urządzono cmentarz. Po przyłączeniu w latach 1924-1925 wsi do miasta i nazwaniu sąsiedniej ulicy imieniem gen. Lucjana Żeligowskiego tereny należące do Spuziaka zostały w 1928 roku zakupione z przeznaczeniem na cmentarz. Sam Spuziak zachował prawo do położonego w obrębie działki domu i mieszkał w nim z rodziną do 1934 roku.
Na terenie cmentarza chowano mniej zamożnych mieszkańców, podczas gdy bardziej reprezentacyjny cmentarz przy ul. Sapieżyńskiej był przeznaczony dla elit miasta. W odróżnieniu od tego drugiego, cmentarz „u Spuziaka” przetrwał okres Ukraińskiej SRR i nadal funkcjonuje.